# Number 1 Happy Family USA
#1 Happy Family USA è una serie animata statunitense per adulti del 2025 creata da Ramy Youssef e Pam Brady, tutti gli otto episodi della serie sono stati distribuiti su Prime Video a partire dal 17 aprile 2025.

## Trama
La serie parla della famiglia Hussein, una famiglia egiziana che abita negli Stati Uniti d'America, l'episodio pilota è ambientato  cavallo degli attentati dell'11 settembre 2001, la serie segue le vicende della famiglia a seguito degli eventi terroristici. La serie, con un tocco di satira e assurdità, esplora come la famiglia si muove nei primi anni 2000, spesso vista con sospetto dai vicini a causa della sua religione e nazionalità.

## Personaggi

### Principali
- Rumi Hussein, doppiatore originale Ramy Youssef, doppiatore italiano Maccio Capatonda
- Mona Hussein, doppiatrice originale Alia Shawkat
- Sharia Hussein, doppiatrice originale Salma Hindy, doppiatrice italiana Rajae Bezzaz
- Nonna, doppiatrice originale Randa Jarrar
- Nonno, doppiatore originale Azhar Usman,  doppiatore italiano Neri Marcorè
- Marcus, doppiatore originale Chris Redd
- Dev, doppiatore originale Akaash Singh
- Garrett, doppiatore originale Whitmer Thomas
- Mrs. Malcom, doppiatrice originale Mandy Moore

### Ricorrenti
- Zio Ahmed,  doppiatore originale Paul Elia, doppiatore italiano Neri Marcorè
- Gina, doppiatore originale Megan Stalter
- Dan Daniels, doppiatore originale Timothy Olyphant

## Episodi
| nº | Titolo italiano                  | Titolo originale               | Regia             | Scritto da                                                | Pubblicazione  |
| -- | -------------------------------- | ------------------------------ | ----------------- | --------------------------------------------------------- | -------------- |
| 1  | Nove Dieci                       | Nine Ten                       | Griffith Kimmins  | Ramy Youssef & Pam Brad                                   | 17 aprile 2025 |
| 2  | #1 Vigilia in lutto!             | #1 Vigil Mourners              | Hannah Ayoubi     | Josh Rabinowitz                                           | 17 aprile 2025 |
| 3  | Non siamo niente!                | We Are Nothing!                | Maaike Scherff    | Ramy Youssef e Pam Brady e Theresa Mulligan Rosenthal     | 17 aprile 2025 |
| 4  | L'Egitto è al telefono!          | Egypt Is On the Phone!         | Maaike Scherff    | Sabrina Jalees                                            | 17 aprile 2025 |
| 5  | Ottimo crimine d'odio!           | Very Good Hate Crime!          | Matthew Humphreys | Ahamed Weinberg                                           | 17 aprile 2025 |
| 6  | Figlia presidente!               | Daughter's President!          | Hannah Ayoubi     | Ahamed Weinberg e Sabrina Mahfouz                         | 17 aprile 2025 |
| 7  | Peli pubici, inshallah!          | Inshallah Pubes!               | Matthew Humphreys | Josh Rabinowitz                                           | 17 aprile 2025 |
| 8  | Un pigiama party col presidente! | A Sleepover With Mr. President | Griffith Kimmins  | Pam Brady e Mona Chalabi e Ramy Youssef e Ahamed Weinberg | 17 aprile 2025 |

## Produzione

### Sviluppo
Nel Marzo del 2022, Amazon Prime Video ha ordinato due stagioni della serie, affidando a Ramy Youssef e Pam Brady le attività creative e quelle di produttori esecutivi, insieme a A24 e Mona Chalabi.

### Casting
Nel Gennaio del 2023, Alia Shawkat, Salma Hindy, Randa Jarrar, Chris Redd, Akaash Singh, Whitmer Thomas
e Mandy Moore sono stati annunciati come doppiatori della serie. Nel Marzo del 2025, Kieran Culkin, Timothy Olyphant e Paul Elia sono stati aggiunti al cast.

## Accoglienza
La serie è stata accolta positivamente, su Rotten Tomatoes ha un punteggio del 93% basato su 11 recensioni dei critici e una mediandi voti di 7.30/10. Metacritic, che utilizza una media ponderata, ha assegnato alla prima stagione un punteggio di 77 su 100, basato su 8 recensioni, indicando recensioni "generalmente favorevoli".